# 太平洋ミサイル試射場
太平洋ミサイル試射場（たいへいようミサイルししゃじょう、Pacific Missile Range Facility：PMRF）はハワイ州のカウアイ島西岸バーキング・サンズにある、多角的な試験と訓練が可能なように設備が整えられた世界最大のミサイル試射場。

## 環境
通年で安定した熱帯気候下にあり、相対的に隔絶し不法侵入される恐れもない環境により射場として最適な条件がそろっている。PMRFは、潜水艦、水上艦、航空機と宇宙船が関わる試射と追跡観測が同時にできる世界で唯一の試射場で、観測設備が整えられた2,800km2（1,100平方マイル）以上の水中試射海域と109,000km2（42,000平方マイル）以上の試射用制限空域が確保され、基地自体の敷地面積はおよそ9.7km2（2,385エーカー）ある。
基地には運営維持施設と1,800m（6,000フィート）の滑走路、およそ70の基地利用者滞在用住宅とレクリエーションの設備がある。
基地はポート・アレン、マカハ・リッジとコエエ州立公園に補助施設をもつほか、すぐそばにあるニイハウ島の一部を使い、遠隔操作のAPS-134監視レーダー、4.5km2（1,100エーカー）のミサイル処理場、パーチ電子戦施設、複数の可動式電子戦模擬装置とヘリコプターの地形対応訓練コースが設けられている。

## ミサイル実験

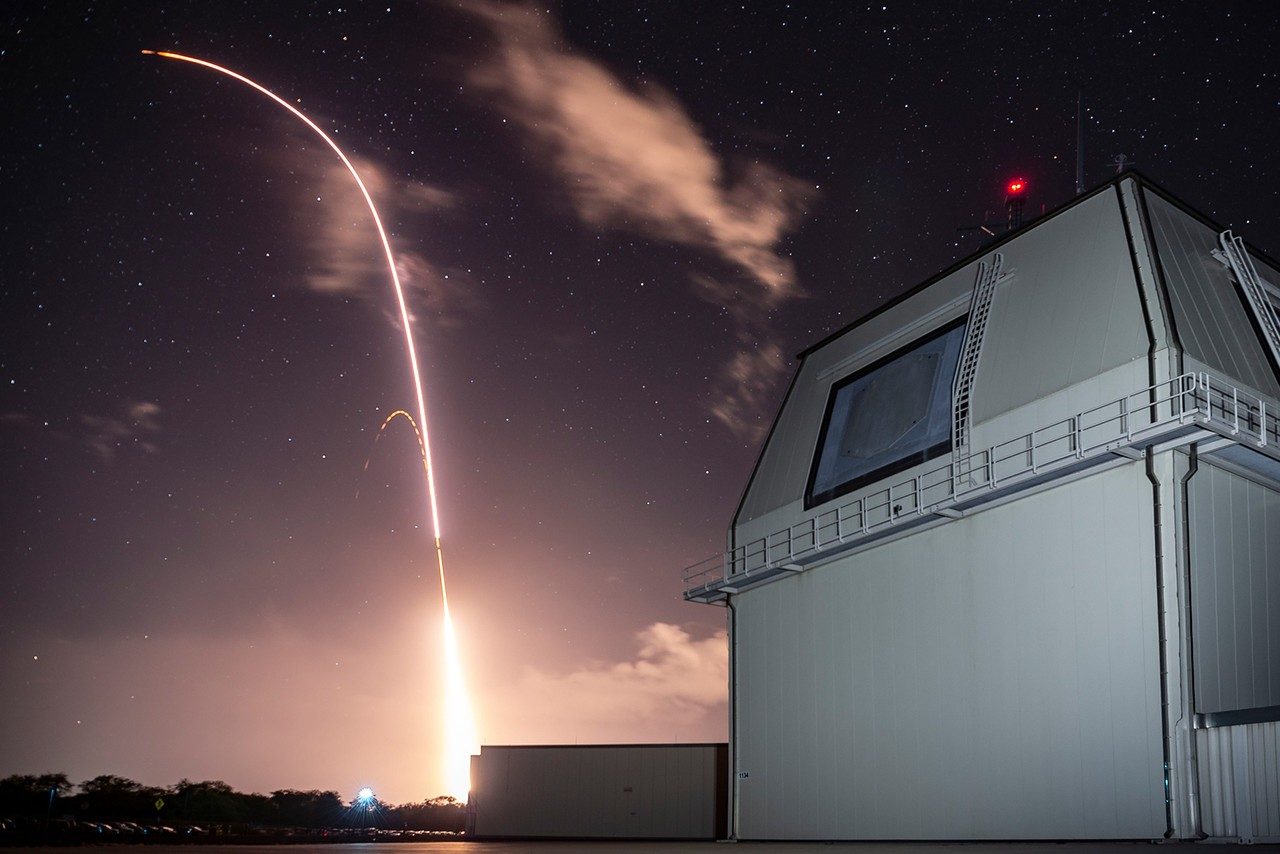
イージス・アショア

1962年に、米軍はドミニク作戦と呼ばれる一連の核兵器実験を行い、その一つとしてPMRFの近くでミサイル発射試験を行った。600キロトンの実核弾頭を搭載したポラリス・ミサイルを原子力潜水艦イーサン・アレンからクリスマス島へ向けて発射し、地上3,400m（11,000フィート）で爆発させた。これはアメリカによる唯一の実核弾頭搭載弾道ミサイルの試射試験となった。
PMRFではアメリカ軍、ミサイル防衛局が主導している弾道ミサイル防衛システムの開発試験が行われている。米海軍のイージス弾道ミサイル防衛システムは、艦載型の地対空スタンダードミサイルを改良して弾道ミサイル迎撃に用いるもので、RIM-161スタンダード・ミサイル3 (SM-3)の開発が中核となる。2007年4月27日に行われた試射試験で巡航ミサイルと短距離弾道ミサイルを平行して破壊することに成功した。ミサイル防衛局と米海軍のイージス艦弾道ミサイル防衛システムは10回中8回の試射で迎撃に成功したが、システムが同時に2つの目標をノックアウトしたのは初めてだった。
2007年12月17日には海上自衛隊のイージス艦こんごうがSM-3ブロックIAを用いた迎撃訓練を実施し標的ミサイルの大気圏外での迎撃に成功した。米国以外によるものとしては日本が初めての国となった。
もう一つの弾道ミサイル防衛システムは、米陸軍が研究を進める終末高高度防衛システム（THAAD）である。THAADの開発試験はニューメキシコ州のホワイトサンズ・ミサイル実験場で実施されていたのが移転してきたもので、PMRFでの最初の試射が2007年1月26日に実施された。

## THAADの運用
2009年に北朝鮮がテポドン2をハワイ方向に発射するかもしれない懸念があった際、米国は本試験場に一時的にTHAADを配備した。

## 農地保全事業
米海軍はPMRFを長期に維持していけるようハワイ州とカウアイ郡と協力している。PMRFに隣接した土地は多年にわたりサトウキビ畑として使われ、PMRFの運営に好都合であったが、ケハハのサトウキビ工場が閉鎖され、隣接地の利用方法が基地に不都合を生じるかもしれないと米海軍は懸念することとなった。PMRFが将来も問題なく重要な研究と訓練を続けられることを確実とするために、海軍とカウアイ島の一部の市民はPMRFの隣接地を永続的に農地利用しようとしている。米海軍は農地保全事業によりおよそ1.2km2（300エーカー）土地を賃借するだけで、その他の土地は買収せずにPMRFの隣接のおよそ24km2（6,000エーカー）全部の土地が農業利用だけされることを企図している。

## 位置情報
- 試射場本部：北緯22度00分57秒 西経159度47分02秒 / 北緯22.01583度 西経159.78389度
- ポート・アレン：北緯22度00分57秒 西経159度47分02秒 / 北緯22.01583度 西経159.78389度
- マカハ・リッジ：北緯22度07分47秒 西経159度39分54秒 / 北緯22.12972度 西経159.66500度
- コエエ州立公園：a北緯22度07分34秒 西経159度47分02秒 / 北緯22.12611度 西経159.78389度、b北緯22度08分52秒 西経159度38分40秒 / 北緯22.14778度 西経159.64444度
- ニイハウ島最東端：北緯21度58分55秒 西経160度02分59秒 / 北緯21.98194度 西経160.04972度

## 関連事項
- 東部ミサイル試射場
- WWVH - 敷地内にある無線局